# Майн-Таубер (район)
Район Майн-Таубер (нім. Main-Tauber-Kreis) — район землі Баден-Вюртемберг, Німеччина. Район підпорядкований урядовому округу Штутгарт. Центром району є місто Таубербішофсгайм. Населення становить 132 684 ос. (станом на 31 грудня 2020), площа  — 1.304,42 км². 

## Демографія
Густота населення в районі становить 102 чол./км².
| Рік            | Населення |
| -------------- | --------- |
| 31 грудня 1973 | 127.332   |
| 31 грудня 1975 | 125.175   |
| 31 грудня 1980 | 121.410   |
| 31 грудня 1985 | 120.687   |
| 27 травня 1987 | 121.891   |

| Рік            | Населення |
| -------------- | --------- |
| 31 грудня 1990 | 128.272   |
| 31 грудня 1995 | 136.919   |
| 31 грудня 2000 | 137.057   |
| 31 грудня 2005 | 137.259   |
| 31 грудня 2010 | 133.351   |

## Міста і громади
Район поділений на 11 міст, 7 громад.